# LOL (videojuego)
LOL, conocido en Europa como Bakushow y en Japón como Archime DS (アルキメ DS, Arukime DS), es un videojuego de Nintendo DS. El juego fue publicado por Skip Ltd. en Japón, Agetec en Norteamérica y Rising Star Games en Europa. Desarrollado por un grupo de cinco personas encabezado por Kenichi Nishi, LOL es un juego multijugador implementado con una interfaz similar a PictoChat en la que un jugador anfitrión hace una pregunta, requiriendo que otros escriban o dibujen sus respuestas en la pantalla táctil de DS.
Los desarrolladores se refieren a LOL como un juego de "entrenamiento de comedia" con el lema del juego "Si crees que este juego es aburrido, eres aburrido". LOL recibió críticas en gran parte mixtas por parte de los críticos tras su lanzamiento.

## Jugabilidad
La jugabilidad de LOL se centra en ser lo más "imaginativo, inteligente y divertido posible con tus amigos". El juego es solo multijugador y requiere entre dos y cuatro jugadores para participar. Aunque cada jugador debe tener su propia Nintendo DS, solo se necesita una copia del juego. En el juego, el anfitrión hace una pregunta o les dice a los demás que dibujen algo y todos los jugadores tienen que escribir o dibujar lo que se les pide dentro de un límite de tiempo. Por ejemplo, el anfitrión puede preguntar a los jugadores "¿Qué significa M.B.E.?" o "¿Por qué diablos estamos jugando a este juego?"
Luego, el anfitrión puede usar una herramienta de copia para comenzar a dibujar o escribir algo, lo que permite a los otros jugadores terminar la imagen parcialmente dibujada o la palabra escrita como respuesta. Después de que todos los jugadores hayan respondido, cada jugador vota sobre qué respuesta o imagen es la más divertida. Cada jugador tiene tres votos y también puede votar una vez por sí mismo. No hay penalización por votar por uno mismo.

## Desarrollo
LOL fue desarrollado por un grupo de cinco personas en Route24. El juego fue diseñado por el exvicepresidente de Skip, Kenichi Nishi, conocido por dirigir Giftpia y Chibi-Robo!. LOL fue programado por Fumihiro Kanaya, quien trabajó en dos de los títulos de bit Generations de Skip. La obra de arte del juego fue realizada por hikarin y su música fue compuesta por Hirofumi Taniguchi. El juego fue realizado por los miembros del personal del proyecto con un presupuesto muy bajo, sin que se les pague por ello, aparte de sus trabajos habituales. Su objetivo era hacer el juego lo más simple posible.
Nishi anunció en 2004 que él y Skip estaban trabajando en un juego para Nintendo DS, pero poco después se retractó de la declaración. Se desconoce si LOL es el mismo proyecto. En abril de 2006, Nishi anunció el juego bajo el título provisional "LOL DS", que se tituló oficialmente Archime DS en Japón un año después. El título japonés del juego proviene de Arquímedes, un matemático griego. Las versiones localizadas del juego son casi idénticas a la versión japonesa original, y solo se cambia el texto del menú y las voces de los personajes en pantalla del juego. En Norteamérica, el juego estuvo inicialmente disponible para la venta exclusivamente a través del sitio web de Agetec.

## Recepción
LOL polarizó a los críticos en sus reseñas. Tiene una calificación de 48.57% en GameRankings basado en 21 reseñas y un 56 de 100 en Metacritic basado en 20 reseñas. LOL señaló positivamente, "Lo que ofrece LOL es muy simple, pero tiene el potencial de ser muy entretenido". Fue nominado al "Mejor juego multijugador local" por IGN en sus premios de videojuegos de 2008. GamePro también encontró el juego divertido, pero admitió que se volvió algo monótono después de cierto tiempo. La Revista Oficial Nintendo lo llamó "la definición misma de un juego barato y alegre, perfecto para aquellos cuyo ingenio es tan agudo como su lápiz".
Otras publicaciones fueron muy críticas con el juego, muchas de las cuales coincidieron en que el juego ofrecía muy poco a pesar de su precio económico. Eurogamer cuestionó por qué los jugadores gastarían dinero en él cuando PictoChat existe de forma gratuita. Game Informer exclamó: "¡Felicitaciones, acabas de gastar $ 20 en 10 minutos de juego!" También afirmaron "Este juego ya está disponible de forma gratuita en cualquier DS. Se llama PictoChat". El periódico noruego Dagbladet estaba tan decepcionado con el juego que le dieron la puntuación más baja disponible y arrojaron el cartucho del juego en un horno microondas, destruyéndolo.
El juego fue nominado a "Mejor juego multijugador local" por IGN en sus premios de videojuegos de 2008.